# Adolf Alter

Adolf Alter (1905)

Adolf Alter (* 5. Oktober 1876 in Lampoldshausen; † 6. Januar 1933 in Heilbronn) war ab 1903 bis zu seinem Tod bzw. dem Ende der Selbstständigkeit des Ortes 1933 (Stadt-)Schultheiß von Böckingen.

## Biografie
Adolf Alter wurde im Juli 1903 Amtsverweser des Schultheißenamtes in Böckingen, nachdem gegen den bisherigen Schultheißen Karl Rein ein später eingestelltes Strafverfahren eröffnet worden war. Rein trat noch im laufenden Verfahren im Dezember 1903 aus Gesundheitsgründen vom Amt zurück, das man darauf an Adolf Alter übertrug. Am 9. September 1904 wurde Alter mit 637 von 671 abgegebenen Stimmen im Amt bestätigt. Alter war auf Lebenszeit gewählt und übte die Schultheißentätigkeit bis zu seinem Tod am 6. Januar 1933 aus, ab 1929 als Stadtschultheiß.
Von ihm gingen wichtige Entscheidungen in Notzeiten wie während des Ersten Weltkriegs oder während der Inflation, aber auch in wirtschaftlich prosperierenden Jahren aus. Sein Verhandlungsgeschick ermöglichte es ihm, bei der Stadt Heilbronn und bei der Landesregierung Zuschüsse für große Bauvorhaben zu erhalten, die die Arbeiterwohngemeinde Böckingen nicht ohne fremde Hilfe hätte realisieren können. So ließ er die Alleenschule bauen und die Weststraßenschule erweitern, den Böckinger Friedhof anlegen sowie die Ortskanalisation und die elektrische Straßenbeleuchtung installieren. Außerdem erhielt Böckingen in seiner Amtszeit 1919 das Stadtrecht, wurde 1925/1926 die Friedenstraßenschule zum Rathaus umgebaut sowie 1929 der Böckinger Wasserturm errichtet. Im Jahr 1929 erhielt der auch in vielen Vereinen und Einrichtungen engagierte Schultheiß die Ehrenbürgerwürde von Böckingen in Würdigung seiner Tätigkeit für das Böckinger Gemeinwesen. Ihm folgte niemand mehr auf den Stuhl eines Böckinger Schultheißen, da sich bei seinem Tod im Januar 1933 bereits die Eingemeindung Böckingens nach Heilbronn abzeichnete, die im Juni 1933 vollzogen wurde. 
Er war seit 1908 mit Helene Reuß verheiratet, die im Abstand von zwei Tagen zu ihm im Alter von 46 Jahren verstarb.
Adolf Alter wurde auf dem Böckinger Friedhof bestattet, sein Grabmal hat sich bis heute erhalten. In Böckingen ist seit 1929 die Adolf-Alter-Straße nach ihm benannt.